# A Pup Named Scooby-Doo
A Pup Named Scooby-Doo is een Amerikaanse animatieserie en de achtste incarnatie van de Hanna-Barbera-serie Scooby-Doo.
Deze spin-off van de originele serie werd bedacht door Tom Ruegger, en ging in première op 10 september 1988. De show liep drie seizoenen met een totaal van 29 afleveringen op ABC. De show werd stopgezet in augustus 1991. In 2002 werd er een nieuwe serie gemaakt.

## Overzicht
De serie speelde in op de toenmalige trend om series te maken rondom jongere versies van bekende tekenfilmpersonages. In deze serie was zat de originele cast uit Scooby-Doo, Where Are You! nog in de brugklas/middelbare school.
De verhaalformule van de afleveringen bleef hetzelfde: de groep (in deze serie "Scooby-Doo Detective Agency" genoemd) moest mysteries oplossen waar schijnbaar bovennatuurlijke wezens bij waren betrokken, die achteraf verklede mensen bleken te zijn. Wel had de serie een veel humoristisere ondertoon, ongeveer gelijk aan die in The 13 Ghosts of Scooby-Doo. De monsters zelf waren ook komischer, zoals een wezen gemaakt van gesmolten kaas.
Shaggy en Scooby-Doo deden zich in de serie geregeld voor als hun populaire superhelden: Commander Cool (een combinatie van Batman en Superman) en Mellow Mutt (een combinatie van Krypto, Robin en Ace the Bat-Hound.)
De personages waren in het algemeen parodieën op hun 'volwassen' versies: Fred was een slechte leider die sterk geloofde in complottheorieën en altijd dacht dat de lokale pestkop Red Herring de schurk was, Daphne was een verwend rijk meisje met een eigen butler en Velma was een stil wonderkind. Shaggy en Scooby bleven vrijwel onveranderd.
Net als in veel andere series speelde er muziek tijdens de achtervolgingsscènes. Dit was in deze serie vaak rock-'n-rollmuziek. Deze muziek werd geregeld door de personages zelf aangezet.

## Stemmen
- Don Messick - Scooby-Doo
- Casey Kasem - Norville 'Shaggy' Rogers
- Carl Stevens - Freddie Jones
- Kellie Martin - Daphne Blake
- Christina Lange - Velma Dinkley
- Scott Menville - Red Herring

Dit was de enige geanimeerde Scooby-Doo-productie waarin Freds stem niet werd gedaan door Frank Welker.

## Afleveringen

### Seizoen 1 (1988)
| #  | Titel                                      | Uitzenddatum VS    |
| -- | ------------------------------------------ | ------------------ |
| 1  | "A Bicycle Built For Boo!"                 | 10 september, 1988 |
| 2  | "The Sludge Monster from the Earth's Core" | 17 september, 1988 |
| 3  | "Wanted: Cheddar Alive"                    | 24 september, 1988 |
| 4  | "The Schnook Who Took My Comic Book"       | 1 oktober, 1988    |
| 5  | "For Letter Or Worse"                      | 8 oktober, 1988    |
| 6  | "The Babysitter From Beyond"               | 15 oktober, 1988   |
| 7  | "Snow Place Like Home"                     | 22 oktober, 1988   |
| 8  | "Now Museum, Now You Don't"                | 29 oktober, 1988   |
| 9  | "Scooby Dude"                              | 5 november, 1988   |
| 10 | "Ghost Who's Coming For Dinner?"           | 12 november, 1988  |
| 11 | "The Story Stick"                          | 19 november, 1988  |
| 12 | "Robopup"                                  | 16 november, 1988  |
| 13 | "Lights...Camera...Monster"                | 3 december, 1988   |

### Seizoen 2 (1989)
| #  | Titel                          | Uitzenddatum VS    |
| -- | ------------------------------ | ------------------ |
| 14 | "Curse of the Collar"          | 9 september, 1989  |
| 15 | "The Return of Commander Cool" | 16 september, 1989 |
| 16 | "The Spirit of Rock 'n' Roll"  | 23 september, 1989 |
| 17 | "Chickenstein Lives!"          | 30 september, 1989 |
| 18 | "Night of the Living Burger"   | 7 oktober, 1989    |
| 19 | "The Computer Walks Among Us"  | 14 oktober, 1989   |
| 20 | "Dog Gone Scooby"              | 21 oktober, 1989   |
| 21 | "Terror, Thy Name is Zombo"    | 28 oktober, 1989   |

### Seizoen 3 (1990 – 1991)
| #  | Titel                                                           | Uitzenddatum VS    |
| -- | --------------------------------------------------------------- | ------------------ |
| 22 | "Night of the Boogey Biker" / "Dawn of the Space Shuttle Scare" | 8 september, 1990  |
| 23 | "Horror of the Haunted Hairpiece"                               | 22 september, 1990 |
| 24 | "Wrestle Maniacs"                                               | 29 september, 1990 |
| 25 | "The Mayhem of the Moving Mollusk"                              | 6 juli, 1991       |
| 26 | "The Were-Doo of Doo Manor"                                     | 13 juli, 1991      |
| 27 | "The Ghost of Mrs. Shusham"                                     | 20 juli, 1991      |
| 28 | "Catcher of the Sly"                                            | 27 juli, 1991      |
| 29 | "The Wrath of Waitro"                                           | 31 augustus, 1991  |

## dvd-uitgaven
Warner Home Video heeft in 2005 de hele A Pup Named Scooby-Doo serie op dvd uitgebracht. De serie is in totaal over 7 dvd’s verspreid. Elke dvd bevat 4 afleveringen in chronologische volgorde, op de laatste na. Die bevat 5 afleveringen.

## Running gags
- Daphne die altijd haar butler riep om haar te helpen.
- Daphne die kostte wat het kost niet smerig wilde worden.
- Freds gekke ideeën zoals het praten over Mud Men, Bigfoot enz.
- Scooby die telkens de uitspraak van bepaalde woorden wilde “verbeteren” door ze op zijn manier te zeggen (met een R).
- Fred die Red Herring de schuld geeft van elk mysterie.
- Het doorbreken van de vierde wand door de personages.
- Mensen die ondervraagd werden door Fred schreeuwden hun antwoord op zijn vragen altijd.
- Scooby die eerst in een deuk ligt om een grap en vervolgens zegt "I don't get it."
- Voordat een achtervolgingsscène begon zette een van de groepsleden eerst de bijpassende muziek aan.